# Ногай давысы
Ногай давысы (Голос ногайцев) — республиканская общественно-политическая газета на ногайском языке, издающаяся в Карачаево-Черкесии. Газета освещает общественно-политические события, происходящие в республике, а также публикует материалы по истории и культуре ногайцев. Учредителями являются правительство и Народное собрание Карачаево-Черкесии.
Газета выходит 2 раза в неделю тиражом — 2400 экземпляров (2009).
Основана в 1938 году под названием «Кызыл Черкес» (Красная Черкесия). В 1944 переименована в «Ленин йолы» (Путь Ленина). Современное название — с 1991 года.